# Johnny Cash
Johnny Cash (født John Ray Cash 26. februar 1932, død 12. september 2003) var en amerikansk sanger, guitarist og sangskriver, der fandt sine kunstneriske udtryk i country og rock.
Cash var kendt for sin dybe, letgenkendelige stemme og sit mørke tøj, der gav ham tilnavnet "The Man in Black". Desuden indledte han næsten alle sine koncerter med det simple "Hello, I'm Johnny Cash", nogle få koncerter indledte han med ordene "Hello, I'm not Johnny Cash". Mange af hans sange er barske, sørgelige eller melankolske, især mod slutningen af hans karriere, men han har også lavet flere humoristiske sange. Blandt hans hits kan nævnes: "I Walk the Line", "Ring of Fire", "One Piece At A Time", "A Boy Named Sue" og "San Quentin".
Fra meget tidligt i sin karriere var han et ikon i countrymusikken, men som andre store musikere formåede han at komme videre til andre genrer. Ud over de nævnte har han endvidere indspillet musik, der kan karakteriseres som blues, rockabilly, folk og gospel.
Johnny Cash stammer fra en fattig landarbejderfamilie i Arkansas, og han deltog i arbejdet på bomuldsmarkerne fra han var ganske lille. Som ung blev han hvervet til United States Air Force, og under opholdet på en base i Vesttyskland lavede han sit første orkester.
Efter aftjent værnepligt blev han gift og flyttede til Memphis, Tennessee i 1954, hvor han forsøgte at blive radiospeaker. Men samtidig hermed spillede han sammen med et par venner, der senere skulle blive hans faste backingorkester gennem 40 år under navnet Tennessee Two (senere Tennessee Three med tilførslen af en trommeslager i 1960). Efterhånden samlede han mod til sig og opsøgte Sun Records studiet med håb om at få en pladekontrakt. Det gik ikke første gang, men han vendte tilbage og udsendte "Hey Porter" og "Cry! Cry! Cry!" i 1955, der fik behersket succes på country hitlisterne. Herefter gik det hurtigt med "Folsom Prison Blues" efterfulgt af "I Walk the Line", der blev nr. 1 på country hitlisterne.
Han var nu en stjerne nogle år, men hans stjernestatus blegnede i starten af 1960'erne, og Cash røg i den forbindelse ind i et alkohol- og stofmisbrug. Han var dog ikke desto mindre stadig kreativ og mødte i den periode sin kommende anden hustru, June Carter, som han friede til på scenen i 1968.
Hans misbrug fik ham anholdt adskillige gange, men han undgik egentlige fængselsstraffe. Alligevel havde han stor medfølelse med fængselsindsatte, så han skrev flere sange herom, lige som han flere gange spillede i fængsler. Berømte er hans to livealbums: Johnny Cash at Folsom Prison og Johnny Cash at San Quentin fra slutningen af 1960'erne. Han fik nogle store hits i den forbindelse, herunder "A Boy Named Sue" fra San Quentin, og omkring tiårsskiftet lykkedes det ham at slippe ud af sine misbrugsproblemer.

## Kristen tro
Cash blev opdraget i den kristne tro, hans forældre var baptister og tilhørte kirkesamfundet "Southern Baptist Convention". Han blev døbt i 1944 i Tyronzafloden og blev dermed medlem af "The Central Baptist Church" i Dyess, Arkansas.
Med et problemfyldt, men dedikeret liv som kristen, er Cash blandt andet blevet karakteriseret som "en linse, hvorigennem amerikanske modsætninger og udfordringer kan betragtes".

## Betydning
Op gennem årene har Johnny Cash fået enorm respekt og beundring, ikke mindst blandt sine musikerkolleger. Mange kunstnere har direkte og indirekte været inspireret af ham, og hans humanitære indsats er ligeledes værdsat.
Hans omskiftelige tilværelse har givet anledning til den Oscar-vindende filmsucces, Walk the Line fra 2005 med Joaquin Phoenix i hovedrollen som Johnny Cash. Der er udgivet flere hyldestplader, hvor forskellige kunstnere fortolker hans sange, og i 2006 havde en musical med titlen Ring of Fire premiere på Broadway.

## Diskografi
- Johnny Cash with His Hot and Blue Guitar! (1957)
- Johnny Cash Sings the Songs That Made Him Famous (1958)
- The Fabulous Johnny Cash (1958)
- Greatest! (1959)
- Hymns by Johnny Cash (1959)
- Songs of Our Soil (1959)
- Ride This Train (1960)
- Johnny Cash Sings Hank Williams (1960)
- Now, There Was a Song! (1960)
- Now Here's Johnny Cash (1961)
- Hymns from the Heart (1962)
- The Sound of Johnny Cash (1962)
- All Aboard the Blue Train with Johnny Cash (1962)
- Blood, Sweat and Tears (1963)
- The Christmas Spirit (1963)
- Keep on the Sunny Side (with the Carter Family) (1964)
- I Walk the Line (1964)
- Bitter Tears: Ballads of the American Indian (1964)
- Original Sun Sounds of Johnny Cash (1964)
- Orange Blossom Special (1965)
- Johnny Cash Sings the Ballads of the True West (1965)
- Everybody Loves a Nut (1966)
- Happiness Is You (1966)
- Carryin' On with Johnny Cash & June Carter (with June Carter) (1967)
- From Sea to Shining Sea (1968)
- The Holy Land (1969)
- Hello, I'm Johnny Cash (1970)
- Man in Black (1971)
- A Thing Called Love (1972)
- America: A 200-Year Salute in Story and Song (1972)
- The Johnny Cash Family Christmas (1972)
- Any Old Wind That Blows (1973)
- Johnny Cash and His Woman (with June Carter Cash) (1973)
- Ragged Old Flag (1974)
- The Junkie and the Juicehead Minus Me (1974)
- The Johnny Cash Children's Album (1975)
- Johnny Cash Sings Precious Memories (1975)
- John R. Cash (1975)
- Look at Them Beans (1975)
- One Piece at a Time (1976)
- The Last Gunfighter Ballad (1977)
- The Rambler (1977)
- I Would Like to See You Again (1978)
- Gone Girl (1978)
- Silver (1979)
- A Believer Sings the Truth (1979)
- Rockabilly Blues (1980)
- Classic Christmas (1980)
- The Baron (1981)
- The Adventures of Johnny Cash (1982)
- Johnny 99 (1983)
- Highwayman (med Waylon Jennings, Willie Nelson og Kris Kristofferson) (1985)
- Rainbow (1985)
- Class of '55 (medRoy Orbison, Jerry Lee Lewis og Carl Perkins) (1986)
- Heroes (with Waylon Jennings) (1986)
- Believe in Him (1986)
- Johnny Cash Is Coming to Town (1987)
- Classic Cash (1988)
- Water from the Wells of Home (1988)
- Highwayman 2 (with Waylon Jennings, Willie Nelson & Kris Kristofferson) (1990)
- Boom Chicka Boom (1990)
- The Mystery of Life (1991)
- American Recordings (1994)
- The Road Goes on Forever (with Waylon Jennings, Willie Nelson & Kris Kristofferson) (1995)
- American II: Unchained (1996)
- American III: Solitary Man (2000)
- American IV: The Man Comes Around (2002)
- My Mother's Hymn Book (2004)
- American V: A Hundred Highways (2006)
- American VI: Ain't No Grave (2010)
- Out Among the Stars (2014)